# Stazione di Bari Zona Industriale (FAL)
La stazione di Bari Zona Industriale è una stazione ferroviaria posta sulla linea Bari-Matera, a servizio del comune di Bari.

## Strutture e impianti
La stazione è una fermata su richiesta, dotata di una pensilina simile a quelle utilizzate per gli autobus. Inoltre è molto difficile accedervi, in quanto l'ingresso della fermata è posto direttamente sulla statale 96, che è sprovvista sia di parcheggi che di marciapiedi. Inoltre, il percorso dalla statale alla fermata altro non è che un sentiero di terra e sassi.
La fermata nacque con l'intento di servire i lavoratori dell'azienda Calabrese, e più in generale tutti quei lavoratori della zona industriale di Bari-Modugno.

## Servizi
La stazione non dispone di alcun servizio.